# Vencedores do Prêmio Brasil Olímpico de 2016
O Prêmio Brasil Olímpico de 2016 foi mais uma cerimônia anual promovida pelo Comitê Olímpico Brasileiro (COB) para homenagear os melhores atletas do ano. A escolha dos melhores em cada uma das 43 modalidades e a definição dos três indicados em cada categoria, masculina e feminina, foi feita por um júri composto por jornalistas, dirigentes, ex-atletas e personalidades do esporte. A escolha para o Troféu Melhor do Ano no Esporte é feita por este mesmo júri, enquanto o voto popular decide o Craque da Torcida, através da Internet. Normalmente a cerimônia ocorre em dezembro, mas uma greve de funcionários do Theatro Municipal do Rio de Janeiro a adiou para março de 2017. O tema principal foram os Jogos Olímpicos de Verão de 2016, que o Rio sediou. Durante a cerimônia, Thiago Pereira anunciou sua aposentadoria e o revezamento 4x100 feminino dos Jogos Olímpicos de Verão de 2008 recebeu suas medalhas de bronze, herdadas após o doping da equipe campeã russa. Os atletas do ano foram Rafaela Silva, campeã olímpica no judô, e Isaquias Queiroz, que conquistou três medalhas na canoagem.

## Vencedores por modalidade
Foram premiados atletas de 49 modalidades: